# Flash y los Ronks
Flash y los Ronks (título original: Rolling with the Ronks!, originalmente como Welcome to the Ronks!) es una serie de televisión animada francesa creada por Olivier Jean-Marie y Charles Vaucelle. La serie estreno en Disney Channel (Polonia) en Polonia el 22 de agosto de 2016. En España, se estrenó el 9 de enero de 2017 en Disney Channel.

## Premisa
Flash y los Ronks sigue a Flash, un alienígena que es enviado a la Tierra a la tribu Ronk en 37,520 a. C. para mostrar a la humanidad el futuro.

## Personajes

### Personajes Principales
- Flash (voz de Tom Kenny) es un alienígena azul que muestra la nueva tecnología a la tribu Ronk.
- Mila (voz de Jessica DiCicco) es una chica de las cavernas con cabellera negra.
- Walter (voz de Scott Whyte) es el tío de Mila.

### Personajes Recurrentes
- Mormagnon (voz de Charlie Adler) es el antagonista de la serie.
- Mama (voz de Cree Summer) es la jefa de la tribu.
- Godzi (voz de Dee Bradley Baker) es el lagarto mascota de Mormagnon.

## Episodios
| Temporada | Temporada | Episodios | Original                 | Original            | Latinoamérica      | Latinoamérica | España             | España |
| Temporada | Temporada | Episodios | Comienzo                 | Final               | Comienzo           | Final         | Comienzo           | Final  |
| --------- | --------- | --------- | ------------------------ | ------------------- | ------------------ | ------------- | ------------------ | ------ |
|           | Piloto    | 1         | abril de 2014            | abril de 2014       | —                  | —             | —                  | —      |
|           | 1         | 26        | 24 de septiembre de 2016 | 22 de junio de 2017 | 14 de mayo de 2017 | —             | 9 de enero de 2017 | —      |